# Bombeo láser

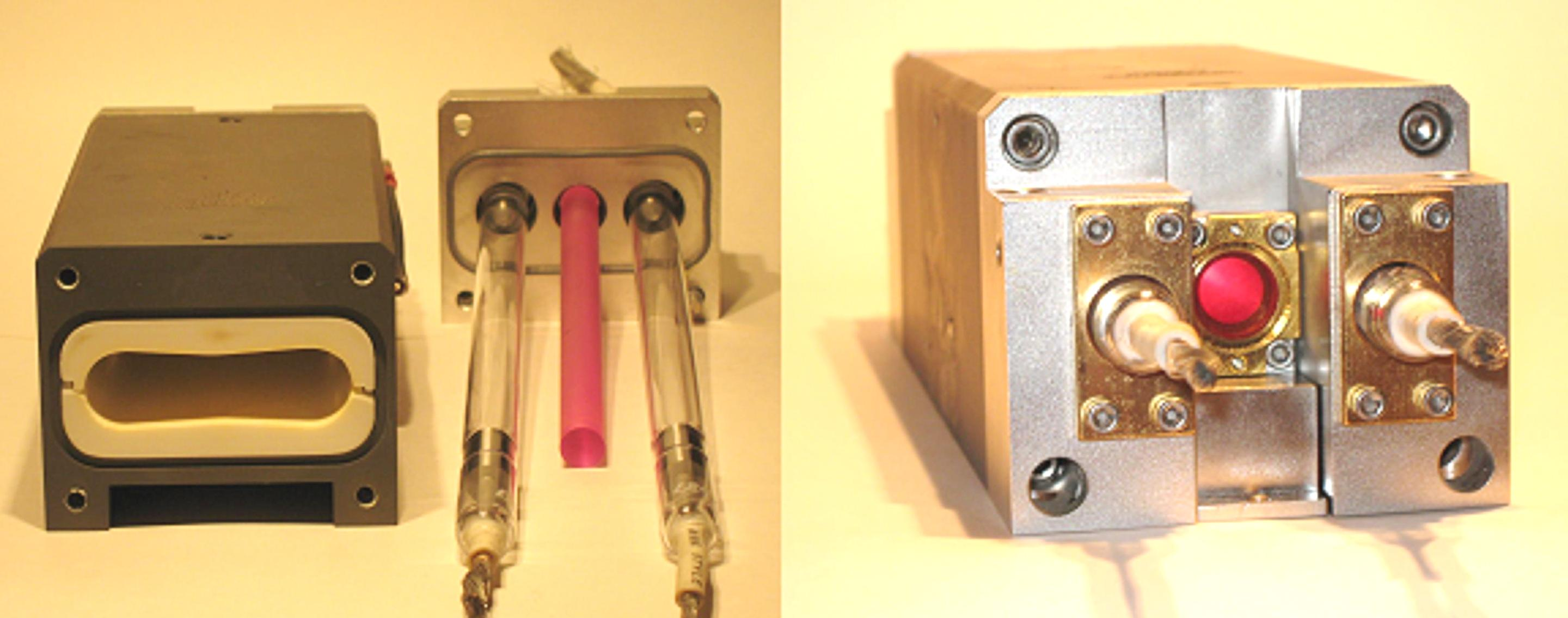
Una cabeza de láser rubí. La foto de la izquierda muestra la cabeza desensamblada, revelando la cavidad de bombeo, la varilla y las lámparas de destello. La foto de la derecha muestra la cabeza ensamblada.

El bombeo láser es la transferencia de energía desde una fuente externa hacia el medio activo de un láser. La energía es absorbida en el medio, produciendo estados excitados en sus átomos. Cuándo el número de las partículas en un estado excitado supera el número de partículas en el estado fundamental o un estado menos excitado, se consigue la inversión de población. En esta condición, el mecanismo de emisión estimulada puede tener lugar y el medio puede actuar como un láser o un amplificador óptico. La potencia de la bomba debe ser superior al umbral láser (lasing threshold) del láser.
La energía de la bomba es normalmente proporcionada  en forma de luz o de corriente eléctrica, pero se han usado fuentes más exóticas, tales como reacciones químicas o reacciones nucleares.

## Bombeo óptico

### Bombeo de cavidades
Un láser bombeado con una lámpara de arco o una lámpara de destellos (flashlamp) es normalmente bombeado a través de la pared lateral del medio láser, el cual se encuentra a menudo en la forma de una varilla de cristal (crystal rod) que contiene una impureza metálica o un tubo de vidrio que contiene un tinte líquido, en una condición conocida como "bombeo lateral" (side pumping). Para utilizar la energía de la lámpara más eficientemente, las lámparas y el medio láser están contenidas en una cavidad reflectante que redirigirá la mayoría de la energía de la lámpara a la varilla o celda de tinte.

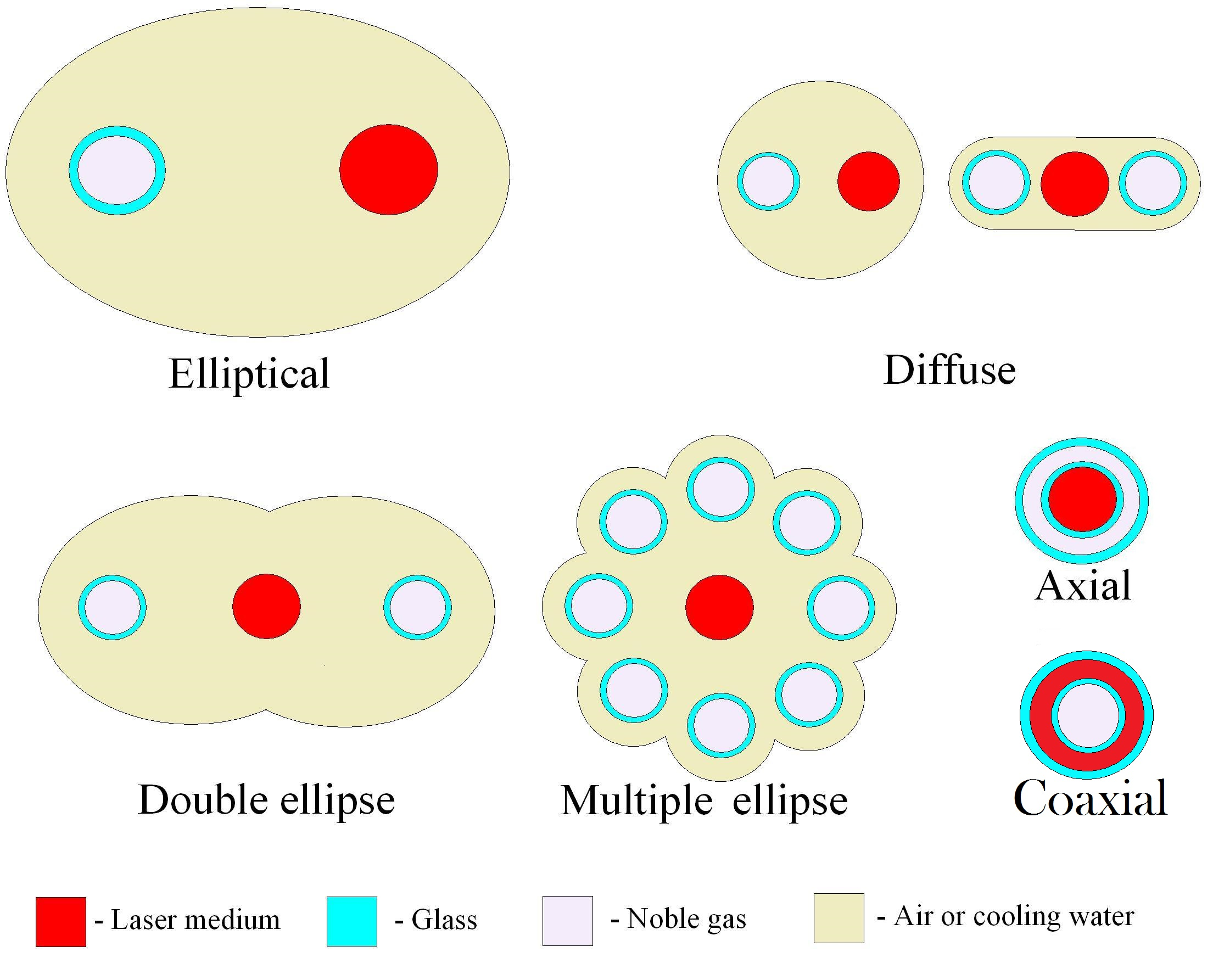
Varias configuraciones de cavidad de bombeo de láser.

En la configuración más común, el medio activo es en la forma de una varilla localizada en un foco de una cavidad reflejada, que consiste de una sección transversal elíptica perpendicular al eje de la varilla. La lámpara de destellos es un tubo localizado en el otro foco de la elipse. A menudo el recubrimiento del espejo se escoge para que refleje las longitudes de onda que son más cortas que la salida láser mientras absorbe o transmite longitudes de onda que son iguales o más largas para minimizar la lente térmica. En otros casos, se usa un absorbente para las longitudes de ondas más largas. A menudo, la lámpara está rodeada por una chaqueta cilíndrica llamada tubo de flujo (flow tube). Este tubo de flujo es normalmente hecho de un vidrio que absorberá las longitudes de onda inadecuadas, como ultravioletas, o proporcionará un camino para agua de enfriamiento la cual absorbe infrarrojos. A menudo, a la chaqueta se le da un recubrimiento dieléctrico que refleja longitudes de onda inadecuadas de regreso a la lámpara. Esta luz es absorbida y algo de ella es reemitida en longitudes de onda adecuadas. El tubo de flujo también sirve para proteger la varilla en el caso de una falla violenta de la lámpara.
Las elipses más pequeñas crean menos reflejos, (una condición llamada "close-coupling", acoplamiento cercano), dando una intensidad más alta en el centro de la varilla. Para una sola lámpara de destellos, si la lámpara y la varilla son de igual diámetro, una elipse que es el doble de ancha que su altura es usualmente la más eficiente para captar la luz en la varilla. La varilla y la lámpara son relativamente largas para minimizar el efecto de pérdidas en los extremos y para proporcionar una longitud suficiente del medio activo. Las lámparas de destello más largas son también más eficientes para transferir energía eléctrica a la luz debido a una impedancia más alta. Aun así, si la varilla es demasiado larga en relación con su diámetro una condición llamada "prelasing" (pre-láser) puede ocurrir, agotando la energía de la varilla antes de que pueda acumularse correctamente. Los extremos de la varilla suelen estar cubiertos con antirreflejantes o ser cortados en el ángulo de Brewster para minimizar este efecto. Espejos planos son también utilizados con frecuencia en los extremos de la cavidad de la bomba para reducir pérdidas.
Las variaciones en este diseño utilizan espejos más complejos compuestos de formas elípticas superpuestas, para permitir que múltiples lámparas de destello bombeen a una sola varilla. Esto permite mayor potencia, pero son menos eficientes porque no toda la luz se refleja correctamente en la varilla, lo que ocasiona un aumento en pérdidas térmicas. Estas pérdidas pueden ser minimizadas al utilizar una cavidad de acoplamiento cerrado. Este enfoque puede dar paso a un bombeo más simétrico, incrementando la calidad del haz.
Otra configuración utiliza una varilla y una lámpara de destellos (flashlamp) en una cavidad hecha de un material reflectante difuso, tales como el spectralon o el sulfato de bario pulverizado. Estas cavidades son a menudo circulares u oblongas, ya que enfocar la luz no es un objetivo principal. Esto no acopla la luz tan bien en el medio activo, ya que la luz se refleja muchas veces antes de alcanzar la varilla, pero a menudo requiere menos mantenimientos que los reflectores metalizados. El mayor número de reflexiones es compensado con la mayor reflectividad del medio difuso: 99% comparado con el 97% para un espejo de oro. Este enfoque es más compatible con varillas sin pulir o lámparas múltiples.
Los modos parásitos ocurren cuando los reflejos se generan en direcciones distintas a lo largo de la longitud de la varilla, lo que puede consumir la energía que de otro modo estaría disponible para el haz. Esto puede ser un problema particular si el cañón de la varilla está pulido. Las varillas láser cilíndricas admiten modos de gabinete de secretos debido a la reflexión interna total entre la varilla y el agua de enfriamiento, los cuales se reflejan continuamente alrededor de la circunferencia de la varilla. Los modos de tubos de luz pueden reflejarse a lo largo de la varilla en una trayectoria en zigzag. Si la varilla tiene un revestimiento antirreflectante, o está sumergida en un fluido que coincide con su índice de refracción, puede reducir drásticamente estos reflejos parásitos. Así mismo, si el cañón de la varilla es rugoso/áspero (escarchado), o ranurado, los reflejos internos pueden dispersarse.
El bombeo con una sola lámpara tiende a enfocar la mayor parte de la energía en un lado, empeorando el perfil del haz. Es común para las varillas tener un cañón rugoso, para dispersar la luz, proporcionando una distribución de luz más uniforme a lo largo de la varilla. Esto permite una mayor absorción de energía a lo largo del medio activo para un mejor modo transversal. Un tubo de flujo áspero o un reflector difuso, aunque conducen a una eficiencia de transferencia más baja, ayudan a incrementar este efecto, mejorando la amplificación.
Para los materiales que alojan a los láseres se escogen aquellos que tengan baja absorción; únicamente los dopantes absorben. Por tanto, cualquier luz a frecuencias no absorbidas por el dopaje volverá a la lámpara y recalentará el plasma, acortando la vida útil de la lámpara.

### Bombeo de la lámpara de destellos

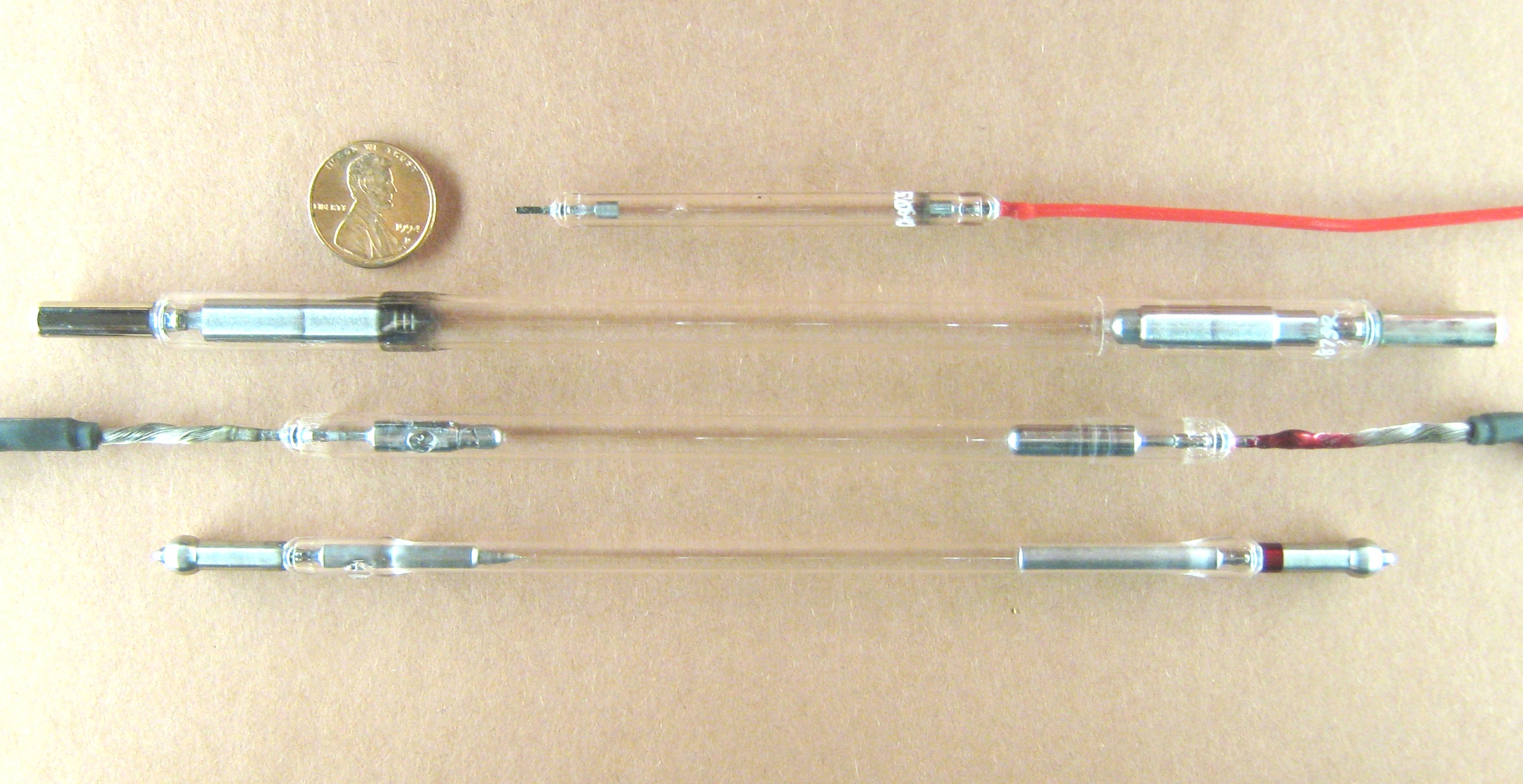
Lámparas de bombeo láser. Las tres en la parte superior son lámparas de destellos de xenón ientras que la del fondo es una lámpara de arco de kriptón.

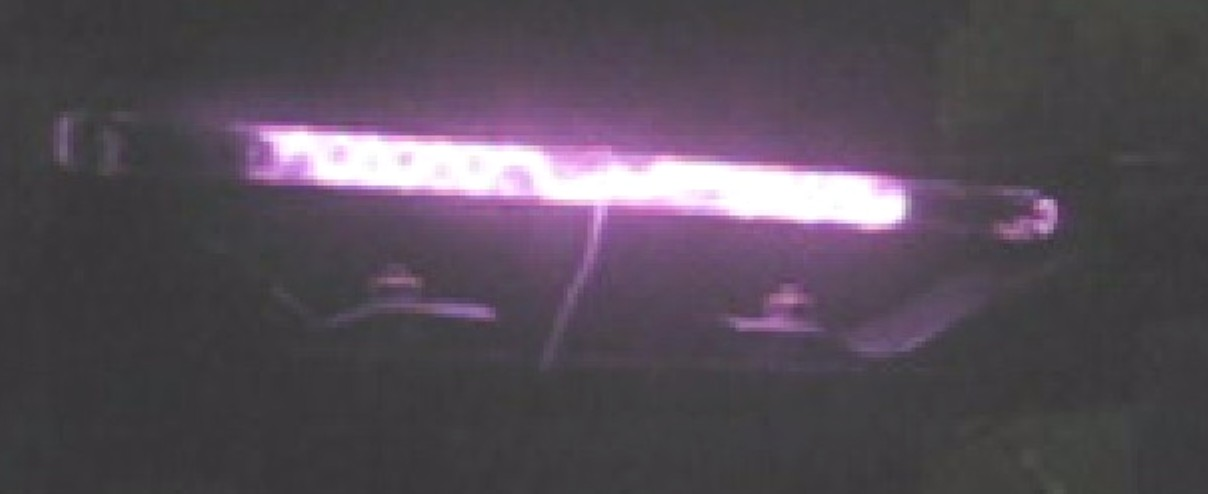
Se utilizó un disparo externo en esta descarga extremadamente rápida. Debido a su muy alta velocidad, (3.5 microsegundos), la corriente no es sólo incapaz a calentar completamente el xenón y llenar el tubo, sino que aún está en contacto directo con el vidrio.

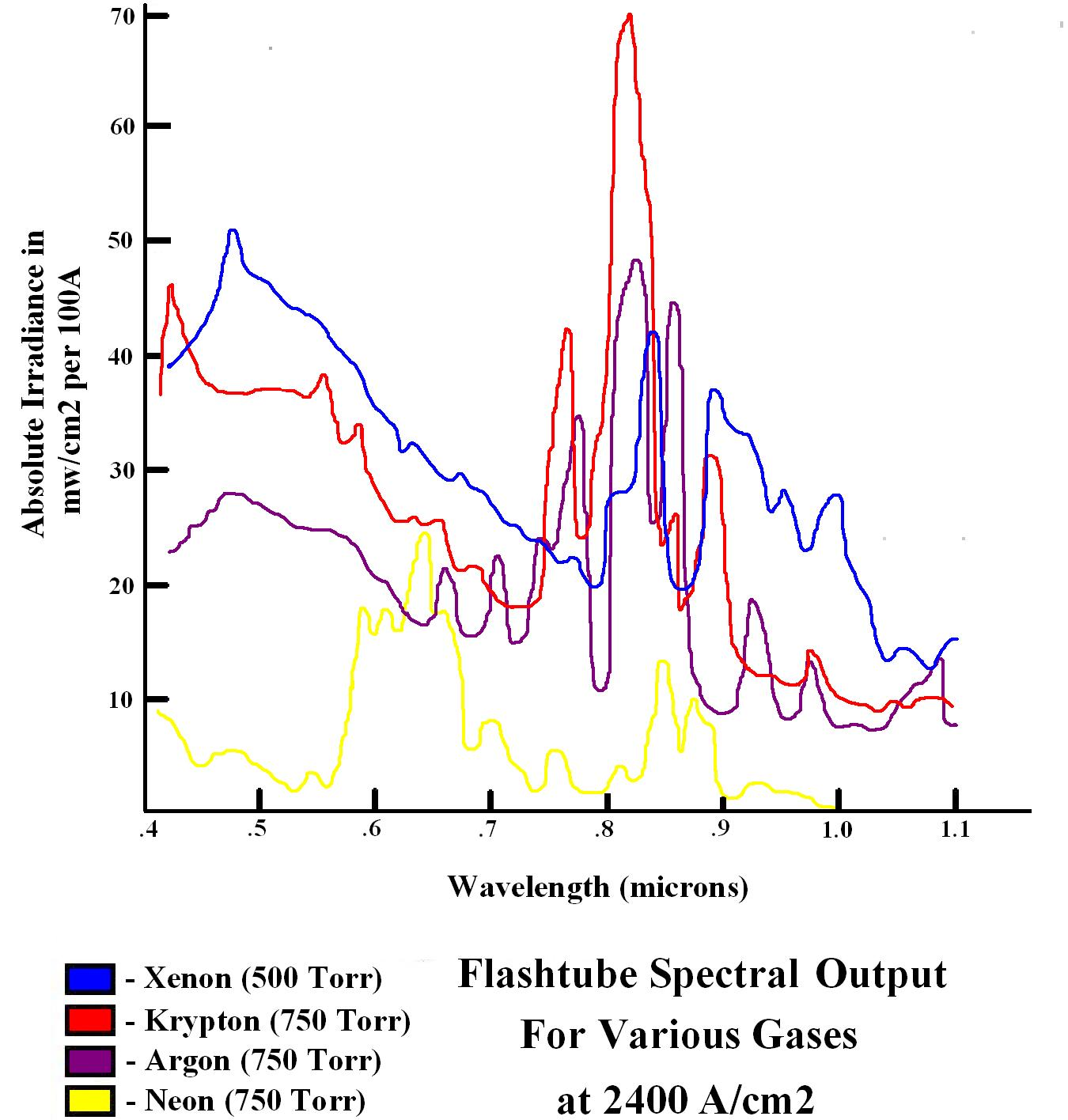
Las salidas espectrales para lámparas de destello usan varios gases, a una densidad de corriente cercana a la de la radiación de cuerpo gris

Las lámparas de destello <i>(flashlamps)</i> fueron las primeras fuentes de energía para láseres. Se utilizan para altas energías pulsadas en láseres de estado sólido y de colorante.  Producen un espectro ancho de luz, causando que la mayoría de la energía sea desperdiciada como calor en el medio activo. Las lámparas de destello (flashlamps) también tienden a tener una vida útil corta. El primer láser consistía de una lámpara de destellos helicoidal que rodeaba a una varilla de rubí.
Las lámparas de destello de cuarzo son el tipo más común utilizado en láseres, y, en energías bajas o altas tasas de repetición, pueden operar a temperaturas tan altas como 900 °C. Para potencias promedio o tasa de repetición más altas se requiere enfriamiento por agua. El agua normalmente tiene que lavar no solamente a través de la longitud de arco de la lámpara, sino a través de la porción del eletrodo del vidrio también. Lámparas de destello enfriadas por agua son usualmente fabricadas con el vidrio encogido alrededor del electrodo para permitir un enfriamiento directo del tungsteno. Si se deja al electrodo  calentar mucho más que la expansión térmica del vidrio, se puede agrietar el sello.
La vida útil de la lámpara depende principalmente del régimen energético utilizado para la lámpara en particular. Las bajas energías dan lugar a la pulverización catódica, que puede remover material del cátodo y redepositarlo en el vidrio, creando una apariencia oscura y espejada. La expectativa de vida a bajas energías puede ser bastante impredecible. Las altas energías causan la ablación de la pared, lo que no solo le da al vidrio una apariencia turbia, sino que también lo debilita estructuralmente y libera oxígeno, afectando la presión, pero en estos niveles de energía la expectativa de vida puede ser calculada con bastante precisión.
La duración del pulso también puede afectar la expectativa de vida. Los pulsos muy largos pueden arrancar grandes cantidades de material del cátodo, depositándolo en las paredes. Con pulsos muy cortos, se debe tener cuidado para asegurar que el arco está centrado en la lámpara, lejos del vidrio, evitando una seria ablación de la pared. La activación externa no es normalmente recomendada para pulsos cortos. La activación por voltaje a paso lento es normalmente utilizada para descargas extremadamente rápidas, siendo utilizados en láseres de colorante, y a menudo se combina esto con una "técnica pre-pulso", donde un pequeño destello es iniciado solo milisegundos antes del destello principal, para pre-calentar el gas para un tiempo de subida más rápido.
Los láseres de colorante a veces utilizan "bombeo axial," que consiste en una lámpara de destello en forma anular, hueca, con la cubierta exterior espejada para reflejar la luz de regreso al centro. La celda de tinte se coloca en el medio, lo que proporciona una distribución más uniforme al bombear luz, y una más eficiente transferencia de energía. La lámpara de destellos hueca también tiene una inductancia más baja que una lámpara de destellos normal, lo que proporciona una descarga de destello más corta. Raramente un diseño "coaxial" es utilizado para láseres de colorante, que consiste de una lámpara de destellos normal rodeada por una celda de tinte de forma anular. Esto provee una mejor eficiencia de transferencia, eliminando la necesidad de un reflector, pero las pérdidas por difracción pueden causar una ganancia menor.
El espectro de salida de una lámpara de destellos es principalmente un producto de su densidad de corriente. Después de determinar la "energía de explosión" para la duración del pulso, (la cantidad de energía que destruirá él en uno a diez centellea), y de escoger un nivel de energía seguro para la operación, el equilibrio de voltaje y capacitancia puede ser ajustado para centrar la salida en cualquier lugar desde el infrarrojo cercano hasta el lejano ultravioleta. Las densidades de corriente bajas resultan del uso de un muy alto voltaje y corriente baja. Esto produce líneas espectrales ampliadas con la salida centrada en el infrarrojo cercano, y es mejor para bombear láseres infrarrojos tales como los de Nd-YAG y erbio-YAG. Las densidades de corriente más altas amplían las líneas espectrales al punto donde empiezan a mezclarse, y se produce una emisión continua. Las longitudes de onda más largas alcanzan niveles de saturación a densidades de corriente más bajas que las longitudes de onda más cortas, de tal forma que a medida que aumenta la corriente el centro de salida se moverá hacia el espectro visible, lo cual es mejor para bombear láseres de luz visible, como los de rubí. En este punto, el gas se convierte casi en un "radiador de cuerpo gris" (greybody radiator) ideal. Incluso las densidades de corriente más altas producirán radiación de cuerpo negro (blackbody radiation) centrando la salida en el ultravioleta.
El xenón se utiliza extensamente debido a su buena eficiencia, aunque el kriptón es muchas veces utilizado para bombear varillas láser dopadas con neodimio. Esto es porque las líneas espectrales en el rango infrarrojo cercano  coinciden mejor con las líneas de absorción del neodimio, dando al kriptón una mejor eficiencia a pesar de que su potencia general de salida es más baja. Esto es especialmente efectivo con Nd:YAG, que tiene un perfil de absorción estrecho. Bombeados con kriptón, estos láseres pueden alcanzar hasta dos veces la potencia de salida que se obtiene del xenón. La emisión de línea espectral usualmente se escoge cuando se bombea Nd:YAG con kriptón, pero ya que todas las líneas espectrales del xenón pierden las bandas de absorción de Nd:YAG, cuando se bombea con xenón se utiliza la emisión continua.

### Bombeo de lámpara de arco

Bombeo óptico de una varilla de láser (al fondo) con una lámpara de arco (arriba). Rojo: caliente. Azul: frío. Verde: luz. Flechas no-verdes: flujo de agua. Colores sólidos: metal. Colores ligeros: cuarzo fundido.

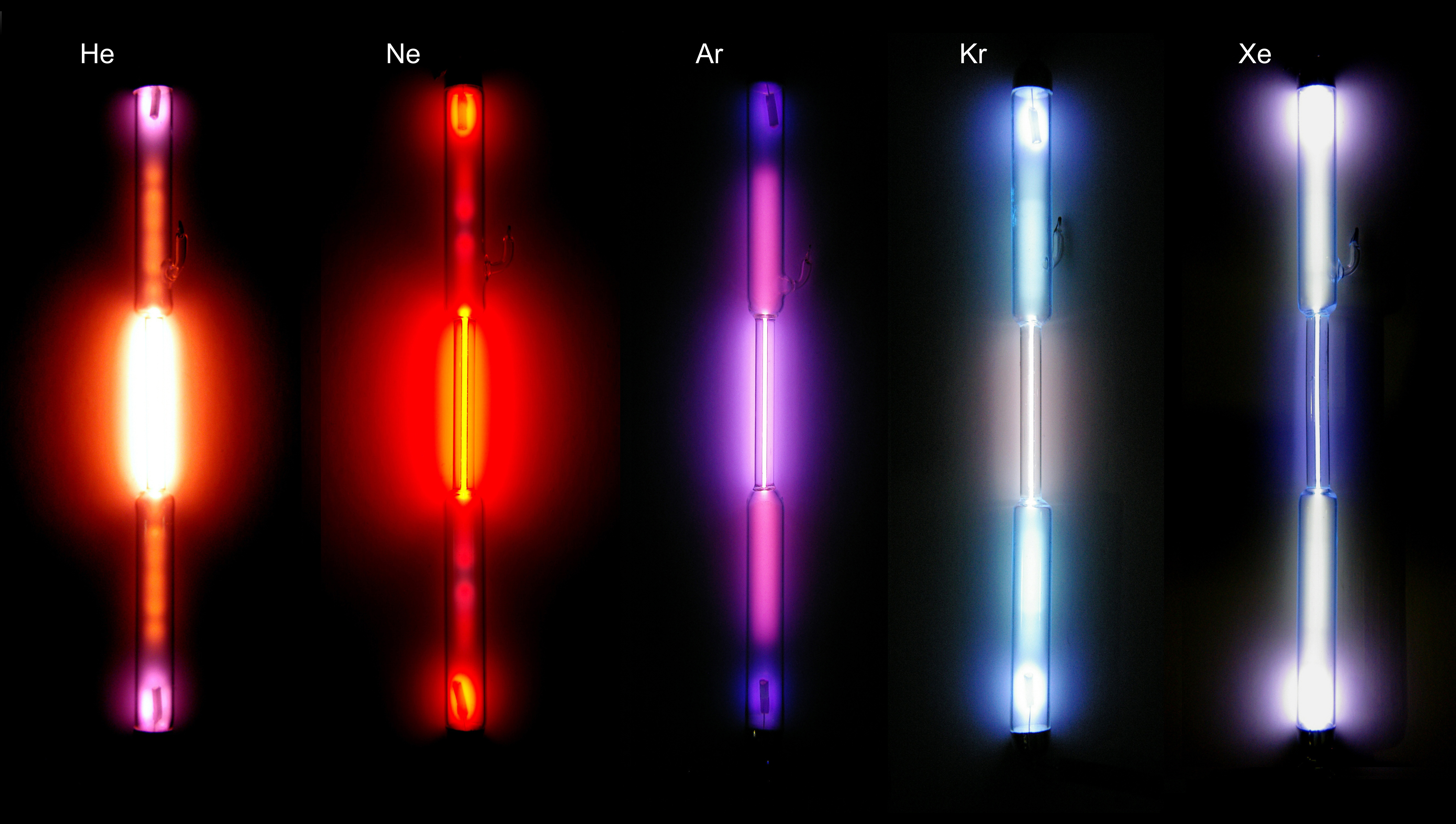
Estas lámparas de descarga de gas muestran las salidas de líneas espectrales de varios gases nobles.

Las lámparas de arco se usan para bombear varillas que pueden soportar operación continua, y pueden ser hechas de cualquier medida y potencia. Las lámparas de arco típicas operan en un voltaje lo bastante alto como para mantener cierto nivel de corriente para el cual la lámpara fue diseñada para operar. Esto suele estar en el rango de 10 a 50 amperios. Debido a sus muy altas presiones, las lámparas de arco requieren circuitos especialmente diseñados para el arranque, o "iniciar" el arco. En la fase de activación, un pulso de voltaje extremadamente alto del transforamdor de "activaciónen serie" crea un flujo de chispas entre los electrodos, pero la impedancia es demasiado alta para el voltaje principal se haga cargo. Es entonces cuando la fase de "voltaje acelerado" se inicia, donde un voltaje que es mayor que la caída de voltaje entre los electrodos es conducido a través de la lámpara, hasta que el gas se calienta a un estado de plasma. Cuando la impedancia se vuelve lo suficientemente baja, la fase de "control de corriente" toma el control, mientras que el voltaje principal empieza a llevar la corriente a un nivel estable.
El bombeo de la lámpara de arco se lleva a cabo en una cavidad similar a la de un láser bombeado por lámpara de destellos, con una varilla y una o más lámparas en una cavidad reflectora. La forma exacta de la cavidad es frecuentemente dependiente de cuantas lámparas se utilizan. La diferencia principal está en el enfriamiento. Las lámparas de arco necesitan ser enfriadas con agua, asegurándose de que el agua lava más allá del vidrio, y también a través de los conectores de electrodos.  Esto requiere el uso de agua desionizada con una resistividad de al menos 200 kilohms, para evitar que se produzca un cortocircuito y que se corroan los electrodos por medio de electrólisis. El agua se canaliza típicamente a través de un tubo de flujo a razón de 4 a 10 litros por minuto.
Las lámparas de arco vienen en casi todos de los tipos de gases nobles, incluyendo xenón, kriptón, argón, neón, y helio, con todos ellos emitiendo líneas espectrales que son muy específicas al gas. El espectro de salida de una lámpara de arco depende principalmente del tipo de gas, siendo las líneas espectrales de banda estrecha muy similares a una lámpara de destellos operada a densidades de corriente bajas. La salida es más alta en el infrarrojo cercano, y son normalmente utilizadas para bombear láseres infrarrojos como los de Nd:YAG.

### Bombeo láser externo

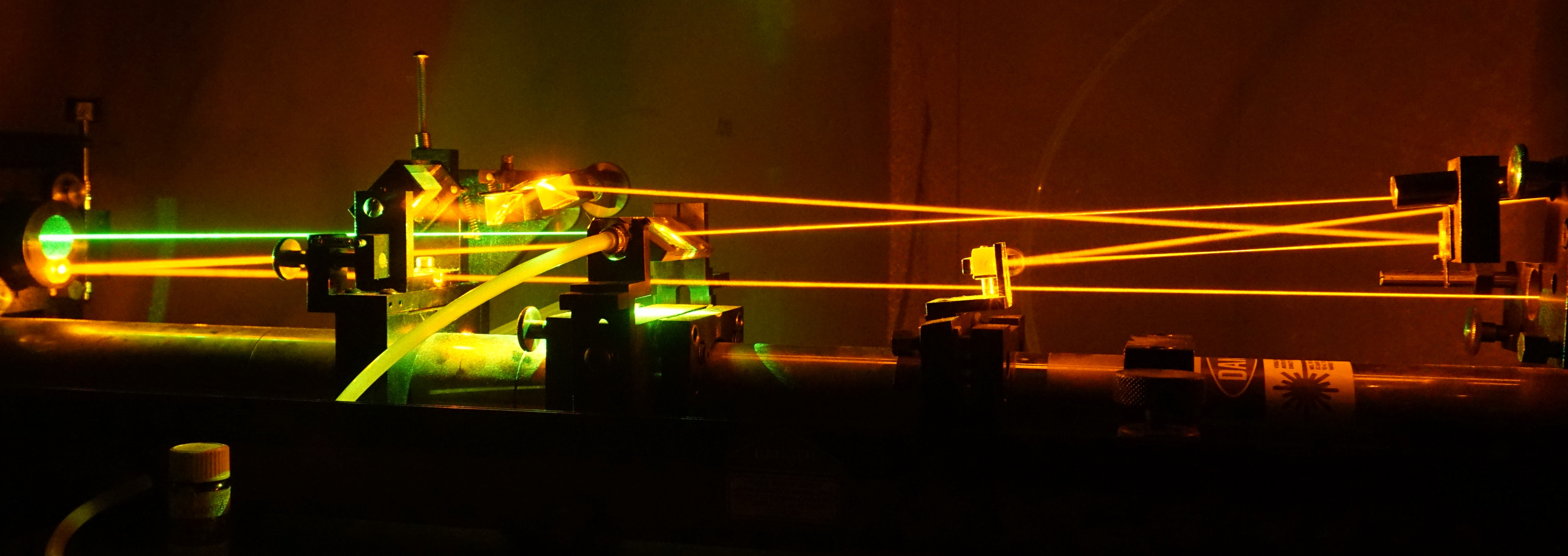
Un láser de colorante sintonizado a 589nm (amarillo ámbar), bombeado con un láser externo Nd:YAG de frecuencia doble a 532nm (verde-amarillento). La proximidad entre las longitudes de onda resultan en un muy pequeño desplazamiento Stokes, lo que reduce las pérdidas de energía.

Un láser de un tipo adecuado puede ser usado para bombear otro láser. El espectro estrecho del láser de bombeo le permite adaptarse a las líneas de absorción del medi activo, dándole una transferencia de energía mucho más eficiente que la emisión de banda ancha de las lámparas de destellos. Los láseres de diodo bombean láseres de estado sólido y láseres de colorante líquido. Un diseño de láser de anillo es a menudo utilizado, especialmente en láseres de colorante. El láser de anillo utiliza tres o más espejos para reflejar la luz en un camino circular. Esto ayuda a eliminar la onda estacionaria generada mayormente por resonadores Fabry–Pérot, conduciendo a un uso mejor de la energía del medio activo.

### Otros métodos de bombeo óptico
Radiaciones electromagnéticas de microondas o de radiofrecuencia pueden ser usadas para excitar los láseres de gas.
Un láser de bombeo solar utiliza la radiación solar como fuente de bombeo.

## Bombeo eléctrico
La descarga eléctrica luminiscente es común en láseres de gas. Por ejemplo, en el láser de helio-neón los electrones de la descarga colisionan con los átomos de helio, excitándolos. Los átomos de helio ya excitados colisionan con los átomos de neón, transfiriendo energía. Esto permite que se acumule una población inversa de átomos de neón.
La corriente eléctrica es normalmente usada para bombear diodos láser y láseres de cristal semiconductor (por ejemplo germanio)
Los haces de electrones bombean láseres de electrones libres y algunos láseres excimer.

## Bombeo dinámico de gas
Los láseres dinámicos de gas se construyen utilizando el flujo supersónico de gases, como el dióxido de carbono, para excitar las moléculas más allá del umbral. El gas es presurizado y luego calentado a temperaturas tan altas como 1400 kelvins. Luego se permite que el gas se expanda rápidamente a través de boquillas de forma especial hasta una presión muy baja. Esta expansión ocurre a velocidades supersónicas, a veces llegando a mach 4. El gas caliente tiene muchas moléculas en los estados excitados superiores, mientras muchas más están en los estados más bajos. La expansión rápida causa enfriamiento adiabático, lo cual reduce la temperatura a valores tan bajos como 300 K. Esta reducción en temperatura causa que las moléculas en los estados superiores e inferiores relajen su equilibrio a un valor que es más apropiado para temperaturas bajas. Aun así, las moléculas en los estados más bajos se relajan muy deprisa, mientras las moléculas en estados superiores toman más tiempo en relajarse. Ya que una buena cantidad de moléculas permanecen en los estados superiores, se crea una inversión de población, que a menudo se extiende una gran distancia en dirección al flujo. Salidas continuas de ondas tan altas como 100 kilovatios han sido obtenidas de láseres dinámicos de dióxido de carbono.
Métodos similares de expansión supersónica suelen usarse para adiabaticamente enfriar los láseres de monóxido de carbono, los cuales son bombeados a través de reacciones químicas, eléctricas, o por bombeo de radiofrecuencia. El enfriamiento adiabático los reemplaza los voluminosos y costosos enfriamientos criogénicos con nitrógeno líquido, aumentando la eficiencia de los láseres de monóxido de carbono. Los láseres de este tipo han sido capaces de producir salidas tan grandes como 1 gigawatt, con eficiencias tan altas como el 60%.

## Otros tipos
La autocanalización por desplazamiento de carga puede dar lugar a una alta concentración de energía a lo largo de la columna creada y mantenida por la expulsión ponderomotriz de electrones.  El canal también formará una columna de radiación secundaria con una longitud de onda más corta y finalmente láser de longitud de onda extremadamente corta.
Las reacciones químicas se usan como fuente de energía en láseres químicos. Esto permite potencias de salida muy altas difíciles de alcanzar por otros medios.
La fisión nuclear es utilizada en exóticos láseres accionados por energía nuclear (nuclear pumped lasers - NPL), directamente empleando la energía de los neutrones rápidos liberados en un reactor nuclear.
El ejército de Estados Unidos probó un láser de rayos X bombeado por un arma nuclear en la década de 1980, pero los resultados de la prueba no fueron concluyentes y no ha sido repetido.